# 평택 해군기지
평택 해군기지(平澤海軍基地)는 대한민국 해군의 제2함대가 주둔하고 있는 해군기지이다.